# Ibn Àssim
Abu-Bakr Muhàmmad ibn Muhàmmad ibn Muhàmmad ibn Muhàmmad ibn Àssim al-Gharnatí, més conegut simplement com a Ibn Àssim, fou un jurista i gramàtic andalusí nascut a Granada el 1359 i mort a la mateixa ciutat el 15 d'agost de 1426.
Va deixar escrites deu obres.